# Shaolinquan
Lo Shaolinquan (少林拳S, ShàolínquánP, Shaolin Ch'üanW, lett. "Pugilato della Giovane Foresta") è uno stile delle arti marziali tradizionali cinesi originariamente praticato dai monaci buddisti del Monastero di Shaolin nella provincia di Henan, Cina.
Da alcuni lo stile Shaolin oltre ad essere considerato uno dei più efficaci e antichi stili delle arti marziali asiatiche, ne è ritenuto il progenitore, avendone influenzato in maniera diretta o indiretta la nascita e lo sviluppo.
Shao lin quan è un termine delle arti marziali cinesi con diverse sfumature di significato.
- Può essere un sinonimo di Waijia, cioè sta ad indicare l'insieme di tutti gli stili cosiddetti esterni;
- Può essere l'insieme di tutti gli stili che rivendicano la propria origine dal pugilato praticato presso i templi Shaolin. In questo caso sarebbe più corretto parlare di Shaolinpai (少林派);
- Può essere il nome dei pugilati che nel corso delle varie epoche si sono avvicendati e sono stati praticati all'interno del tempio Shaolin;
- Può essere il nome del pugilato attualmente praticato nelle diverse scuole che sorgono nelle immediate vicinanze del tempio, uno stile estremamente codificato e ricostruito in epoca relativamente recente.

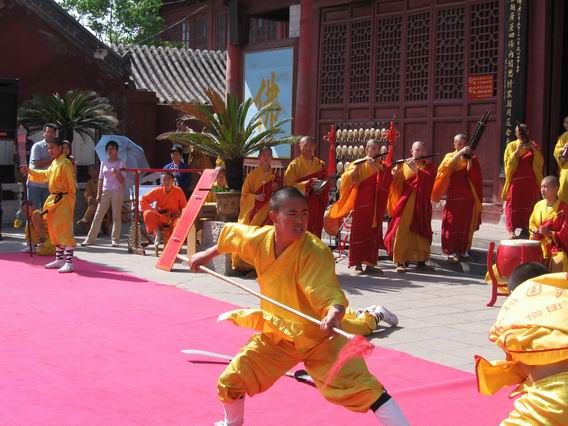
Spettacolo dimostrativo di Kung-fu al monastero di Daxiangguo

## Storia
La storia dello Shaolinquan è profondamente intrecciata con la storia politica e religiosa della Cina, con la nascita di altri stili e di numerose figure storiche. Ha influenzato l'operato di diversi Imperatori quindi la storia stessa dell'Impero Cinese come indirettamente ha influenzato diverse popolazioni e civiltà orientali. Di seguito verranno affrontati sia gli aspetti storici inerenti alla sola evoluzione dello stile, ma anche fatti politici, storici e religiosi legati alla Cina, al Tempio ed altro, onde avere ben chiara l'evoluzione e l'influenza di questo stile.

### Prime testimonianze
La presenza delle arti marziali a Shaolin non è stata improvvisa: da sempre i monaci, visto il loro stile di vita e pellegrinaggi continui, erano propensi alle arti di combattimento. Per alcuni, già nel 510 a Shaolinsi esisteva un "Pugno di Shaolin". Per esempio secondo Kieffer e Zanini due discepoli di Batuo (跋陀) creano il “pugilato Shaolin”: Hui Guang (慧光) crea il “Pugilato Morbido”; Sengchou (僧稠) crea il “Pugilato duro”. Per la medesima fonte in questo periodo sarebbe stato creato il metodo di Bastone detto “doppia pelle di tigre”. La stessa storia è riferita da Zhang Jiata: ... ci sono persone che sostengono che lo Shaolin Quan abbia avuto origine all'epoca di Buddhabhadra (nome indiano di Batuo). Essi raccontano che Seng Chou, un brillante discepolo di Buddhabhadra, una volta utilizzò il proprio bastone per separare due feroci tigri che si stavano azzuffando.
A supporto della tesi dell'esistenza di un Pugilato Shaolin già all'epoca di Batuo, una tradizione leggendaria gli attribuisce la creazione e la trasmissione di uno stile. In particolare lo Shaolin Jingangchan (少林金刚禅, Meditazione dell'Attendente di Buddha di Shaolin) conferisce a Batuo il ruolo di primo maestro.

### La figura di Bodhidharma
La nascita ufficiale dello Shaolinquan, che da parte di alcuni si pensa derivato in parte dalle tecniche di lotta cinesi preesistenti (come lo Chiao Ti, il Shou Po e il Chien Tao), si fa tradizionalmente risalire all'arrivo presso il tempio Shaolin, nel 527, del leggendario monaco buddista Bodhidharma o Puti Damo in Cinese (菩提达摩) spesso abbreviato in Damo (达摩), fondatore del Buddismo Zen (Chan in cinese).

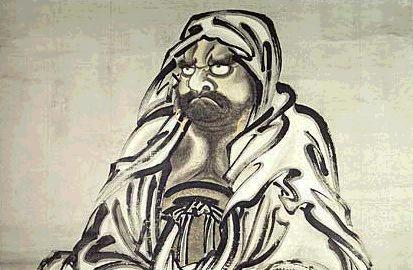
Rappresentazione di Bodhidharma.

La sua figura e presenza a Shaolinsi non è storicamente certa. Si possiede una sola testimonianza, presente nel Luoyang qielan ji (洛阳伽蓝记, Annali dei Monasteri di Luoyang) del 547, scritto da Yang Yanzhi (杨衍之) abitante di Luoyang (città limitrofa al tempio), dove si parla di Bodhidarma come un persiano dagli occhi blu sui 150anni.
Secondo leggenda Bodhidharma trovò i monaci in condizioni fisiche non adeguate allo studio del Buddismo Chan tramite la meditazione, pertanto insegnò loro della pratica corporea dell'Yijinjing (易筋经, Classico del cambiamento dei muscoli e dei tendini) e l'esercizio marziale denominato Shiba luohan shou (十八罗汉手, le 18 mani degli Arhat). Si ritiene appunto che queste tecniche abbiano dato inizio allo stile codificato tipico di Shaolin.
Studi recenti tendono invece a collocare la creazione e la trasmissione di questi esercizi in epoche successive. Molti ritengono che Bodhidarma non introdusse le arti marziali a Shaolinsi e le uniche cose la cui creazione viene attribuita a Damo sono il Buddismo Chan e il concetto di Wude(Virtù Marziale): prima di questo concetto, non si pensava altro che a battersi.
Il contributo principale dell'incontro tra la filosofia meditativa Chan e le primitive tecniche di lotta conosciute dai monaci, sarebbe stata la forte carica spirituale e la cura del sistema mente-corpo di cui si impregnarono le nascenti arti marziali cinesi, le quali si svilupparono da una parte come tecniche di difesa personale e dall'altra come meditazione in movimento.
Quale che sia la verità, manca il giusto supporto documentale, che permetta di andare oltre la mera ipotesi storica o la leggenda.

### La dinastia Qi del Nord (550-577)
La prima apparizione di un bonzo del Monastero Shaolin esperto nelle arti marziali la troviamo nel Taiping guanji, un testo dell'epoca della dinastia Bei Qi (Qi del Nord, 550 – 577), che riporta che un certo Diao, maestro della setta Dhyāna, aveva abilità straordinarie, quali saltare fino a percuotere con la testa le travi del soffitto, portare a sé con facilità pesi enormi.

### La dinastia Tang (618-907)

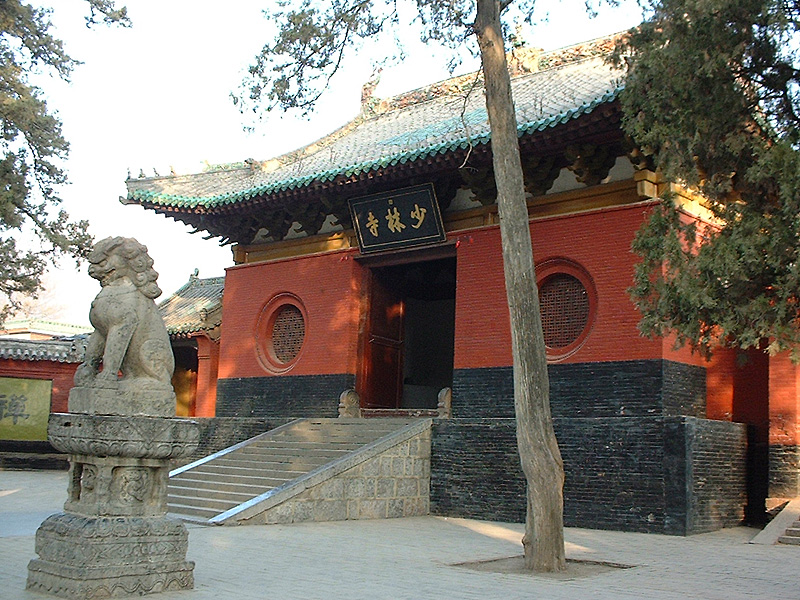
Entrata principale del Tempio di Shaolin

Lo Shaolinquan si sviluppò rapidamente e già nel VII secolo i monaci godevano della fama di essere invincibili. Il Chao ye qian zai scritto durante la dinastia Tang racconta che i monaci dedicavano il loro tempo libero ad esercitarsi nel Jiaoli (角力, lotta).
Due iscrizioni datate rispettivamente 621 e 728 registrano che tredici monaci del Monastero, condotti dal Bonzo Tanzong (昙宗) diedero manforte a Li Shimin (che diventerà l'imperatore Taizong) nella guerra contro il generale ribelle Wang Shichong. Questa partecipazione fece guadagnare al monastero 1000 pezzi di seta, l'esenzione dalla secolarizzazione del clero buddista (decretata dallo stesso Li Shimin); il bonzo Tanzong invece venne insignito del titolo di Grande Generale.
Inoltre vennero offerti loro persino dei compiti di corte ma i monaci chiesero solo di poter tornare alle loro attività spirituali:
- Shi wei liao zuo jiang, shi ding fu wei seng (In momenti di pericolo, noi ci trasformiamo in generali, compiuta la nostra missione noi ridiventiamo dei bonzi).

L'imperatore diede il titolo di "Primo Monastero dell'Impero" e lo Shaolinquan divenne famoso in tutta la Cina. Alla dinastia Tang si fa inoltre risalire la nascita di stili come il Mianquan (pugilato di cotone) e il Rouquan (pugilato morbido) che daranno origini ai primi stili interni

### La dinastia Song (960-1127 nel nord,1279 nel sud)
Durante la dinastia Song ci fu una grande fioritura culturale ed artistica di cui goderono anche le arti marziali. Ne aumentarono sia la fama che la diffusione e prolificò la nascita di nuovi stili derivati dallo Shaolin. Lo stesso imperatore Taizu, fondatore della dinastia Song, alcuni generali e monaci diedero origine a numerosi stili (vedi Taizuquan e Changquan).

### La dinastia Yuan (1271-1368)
Durante la dinastia Yuan, l'abilità diplomatica dell'allora abate del Tempio Shaolin Fuyu, permise di attirare sul tempio stesso la benevolenza dell'invasore mongolo che lo favorì unendogli cinque templi a cui venne attribuito lo stesso nome, situati a Helin, Chang'an (attuale area di Xi'an), Taiyuan e Luoyang. Altre fonti citano altri templi Shaolin nelle province di Fujian, Gansu, Shandong, e a Taiwan, ma unica eccezione il tempio del Fujian, nessuno di essi ebbe una vocazione militare paragonabile a quella del Songshan.
In questo stesso periodo vi furono moltissimi scambi con il Lamaismo Tibetano e venne introdotta a Shaolin la divinità Jinnaluo Wang (紧那罗王), che assunse il ruolo di protettrice del tempio.

### La dinastia Ming (1368-1644)

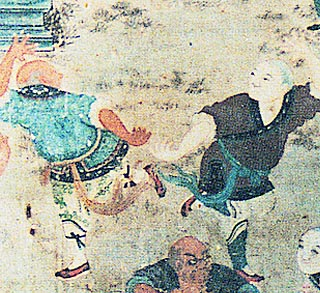
Una pittura sui muri del tempio, rappresentante un esercizio a coppia.

Lo stile si arricchì molto grazie all'apporto di grandi maestri che oltre a fondare nuovi stili, contribuirono a tramandare uno Shaolin arricchito di perfezionamenti tecnici. A causa del personale apporto che ogni maestro dava agli stili, è in questo periodo che si comincia a registrare una tendenza alla diversificazione di uno stesso stile da scuola a scuola. Lo Shaolinquan che ci è arrivato è sicuramente molto diverso da quello originario, poiché sebbene abbia molto influenzato gli stili successivi, è stato a sua volta modificato dalle diverse personalità dei maestri che lo hanno tramandato. Probabilmente è da questo periodo che inizia a formarsi lo Shaolinquan e la sua fama. Infatti, sebbene i testi segnalano una pratica di pugilato a Shaolin già dal sesto secolo, i grandi autori della letteratura militare della dinastia Ming, Yu Dayou, Qi Jiguang e He Liangcheng non ne fanno menzione.
Qi Jiguang nel Jixiao Xinshu elenca quindici scuole di pugilato, ma cita Shaolin solo per il maneggio del bastone (gun).
Il generale Yu Dayou (俞大猷,1504-1580) racconta nel suo Zhengqi tang ji (正氣堂集), pubblicato nel 1566, che durante un suo soggiorno al Tempio constatò che l'abilità marziale dei monaci era sopravvalutata ed insegnò al bonzo Zongjing che a sua volta trasmise i suoi apprendimenti ai propri correligionari.
Cheng Zongyou (程宗猷), anche conosciuto come Cheng Chongdou (程沖斗) nel suo Shaolin gunfa chanzong (少林棍法闡宗) del 1621 racconta di avere passato 10 anni a studiare arti marziali nel Tempio Shaolin e riferisce di un interesse crescente da parte dei Monaci per il Pugilato a partire dalla fine della dinastia Ming. Egli afferma: “… il pugilato non ha ancora raggiunto il suo più alto livello. È per questo motivo che (i monaci) si esercitano nella speranza di elevarlo ad un livello paragonabile (a quello dell'arte del bastone)”.
Il Wuzazu, un'opera scritta durante il regno di Wanli (1573-1620) segnala un Metodo di Pugilato del Monastero Shaolin (Shaolinsi Quanfa, 少林寺拳法) e un letterato dell'epoca, Wang Shixing (王世性), che ebbe l'occasione di osservare quattrocento monaci che vi si esercitavano lo descrive così nel suo Song gao youji (嵩高游记): “combattono in una maniera tale che pugni e bastoni sembrano volare”.
Si può affermare che furono proprio Qi Jiguang e Yu Dayou a reintrodurre a Shaolin l'arte del pugilato.
Certi autori tardivi hanno popolarizzato la storia che a creare lo Shaolinquan furono due monaci del tredicesimo secolo, Jueyuan (觉远), Li Sou (李叟) e Bai Yufeng (白玉峰).
Tale storia come appare in un testo pubblicato in Italia nel 1977:
(Felix Dennis, The Beginner's Guide to Kung-Fu)
Questa teoria fu pubblicata per la prima volta durante i primi anni della Repubblica (che venne instaurata nel 1911) nel testo Shaolin zongfa.
Nel 1547 circa, il monaco Jueyuan (Chueh Yuan), tramite l'aiuto di altri due grandi maestri, Li Sou e Bai Yufeng (Pai Yu Feng), mise a punto lo stile dei 5 Animali; sviluppò il Luohanquan dalle originali 18 tecniche a 72, fino a crearne 173 in seguito. Jueyuan divise in 5 metodi, derivanti ciascuno dallo studio di 5 diversi animali, i quali rappresenterebbero le 5 essenze marziali dell'uomo:
- Drago (Long)
- Tigre (Hu)
- Gru (He)
- Serpente (She)
- Leopardo (Bao)

Questi metodi sono oggi conosciuti sotto il nome di Wuxingquan (Wu Hsing Chuan), il "Pugilato delle 5 Immagini". In particolare nello Shaolinquan tradizionale ogni "animale" ha un suo tipico Taolu rappresentativo (spesso anche più d'uno), ognuno dei quali ha un diverso livello di difficoltà; inoltre esiste un Tao Lu didattico che racchiude al suo interno tutti e 5 gli "animali", conosciuto come "Wu Hsing Fan Fa".
Secondo "Il Kung Fu" di Kieffer e Zanini, alcuni anni dopo, nel 1570, Cheng Chongdou (Ching Chun Do) e Qi Jiguang (Chi Chin Kuan) lavorano su questo metodo aggiungendovi altri metodi o "animali":
- Orso
- Scimmia
- Cervo
- Fenice
- Tartaruga
- Licorno

In realtà i due personaggi hanno vissuto epoche differenti ed hanno contribuito in maniera diversa alla creazione di un metodo Shaolin: Qi Jiguang è vissuto tra il 1528 ed il 1587, mentre Cheng Chongdou è nato nel 1561. Come si può notare Cheng aveva 9 anni quando gli è attribuito un ruolo così importante.
Le sole opere che ci spiegano come fosse lo Shaolinquan durante la fine della dinastia Ming e gli inizi della dinastia Qing, sono il Quanjing ed il Quanjing quanfa beiyao che raccolgono l'insegnamento del bonzo Xuanji e che non solo non fanno menzione alcuna del Wuxingquan ma presentano pochissime analogie con le forme di Shaolinquan che noi conosciamo attualmente.
Durante la dinastia Ming i Monaci Shaolin si distinsero sui campi di battaglia contro i Wokou (pirati giapponesi). In particolare gli annali commemorano l'eroismo del monaco Yue Kong e dei suoi trenta accoliti, armati di bastoni di ferro.
Lo storico di arti marziali Tang Hao ha elencato per questo periodo 18 Sengbing famosi;

### La dinastia Qing (1644-1911)

Bandiera della dinastia Qing dal 1890 al 1912

Nel 1662 un nuovo imperatore, Kangxi (Hang Hi), sale al trono e riparte la conquista verso il sud della Cina, costellata dalla distruzione di diversi templi e monasteri sospetti. Ma giunto a Shaolin il nuovo imperatore, invece di radere al suolo l'edificio, offre al tempio un pannello di legno laccato, che ancora oggi orna l'entrata del tempio, e Shaolinsi, come spesso ha fatto in queste situazioni si inchina dinanzi al nuovo imperatore (a dispetto dell'alone rivoluzionario di cui oggi è permeato). La presenza di un'arte marziale efficace e ben radicata è testimoniata da alcuni viaggiatori, infatti, sempre nel 1662, Wu Shu (吳殳) nel suo Shoubi lu (手臂錄), paragona i Monaci Soldati a dei contadini “zappaterra”, non senza aggiungere che la loro tecnica a dispetto della semplicità, è temibile.
Nel 1828, il mandarino Lin Qing si fermò a Shaolin e chiese di avere una dimostrazione di arti marziali. Dopo aver negato alcuna conoscenza marziale, infine i monaci si fecero convincere a fare un'esibizione che il visitatore commenta così: “si ergono come degli orsi e si dispiegano come uccelli”.
La storia cinese durante l'epoca della dinastia Qing è caratterizzata dalla nascita nel sud della Cina di potenti organizzazioni segrete, spesso coinvolte in attività contro i nuovi governanti e legate tramite leggende al Tempio Shaolin. Famosa è la Leggenda dei 5 Antenati sopravvissuti alla distruzione del Tempio Shaolin che è sprovvista di realtà storica. Questa leggenda appare nei miti di fondazione di Società Segrete quali la Tiandihui (天地会, più nota da noi come Triade) e la Hongmen (洪门).

Al centro di queste leggende non c'è il tempio Shaolin dell'Henan (Shàolín-sì), bensì un tempio del Sud (Nan Shàolín-sì) la cui collocazione è tutt'oggi oggetto di ricerche. Si ritiene che questo tempio si trovasse in Fujian, nelle vicinanze di Quanzhou (Chuan Chow).
Secondo i romanzi e le novelle Wuxia, nel 1672 circa, un centinaio di monaci partirono da questo tempio per combattere contro bande di Barbari provenienti dall'ovest della Cina.
In seguito, il tempio sarebbe stato distrutto nel 1736 dalle truppe dell'imperatore Qianlong.
Secondo un'altra storia, nel 1768 un esercito dei Manciù, con l'aiuto di un monaco rinnegato Feng Tao Te, incendiarono e distrussero il Tempio del è Fujian, considerato ancora un covo di ribelli il cui obbiettivo era quello di distruggere i Qing. Da quella distruzione secondo la leggenda si salvarono 5 monaci: questi si nascosero in alcune zone della Cina, dove continuarono ad insegnare e divulgare lo Shaolin e la sua filosofia.
Ben poco ha avuto a che fare lo Shaolinquan con la cosiddetta Rivolta dei Boxer del 1900.
In questa epoca nel tempio Shaolin dell'Henan sono conosciuti una sessantina di Monaci Soldati (Sengbing).

### Il declino di Shaolinsi
Verso la fine della dinastia Qing il tempio Shaolin era abbandonato. Due le cause secondo Zhang Jiata: la prima è attribuita alla incapacità dell'abate di comandare, che fece sì che il Tempio venisse razziato da ufficiali, soldati e banditi e che malavitosi locali spesso andassero al tempio ad estorcere denaro; la seconda è invece attribuita a molti dei monaci che avrebbero commesso ogni sorta di nefandezze. I monaci di più alto grado frequentavano i signorotti locali e si invitavano reciprocamente a giocare e a bere. La frequentazione di prostitute era divenuta un vero e proprio scandalo. Questo stato di cose venne infine decretato nel 1842 con una proclamazione ufficiale.
Il poeta Shi Yizan, nel suo poema "Visitando il tempio Shaolin con un mio amico" ebbe a dire: Chi c'è che conosce le dottrine dei nostri Fondatori? Da lungo tempo la ottima tradizione del Tempio è stata abbandonata. L'arte marziale affascinante è senza il suo incantesimo, si parla sempre meno delle dottrine Buddiste.
Nonostante questa situazione, non mancarono atti di eroismo: nel 1920 il bonzo Henglin si oppose ad una banda di briganti nell'area di Dengfeng.
Durante il periodo Repubblicano la situazione di abbandono è addirittura peggiorata.
Il colpo finale alla storia del Tempio di Shaolin, dell'Henan e la sua maggiore distruzione, venne dato nel 1928 durante le Lotte dei Signori della Guerra: il Monastero smise di essere centro religioso ed un signore della guerra Fan Zhongxiu (樊钟秀) sfruttò la struttura come base militare. In seguito all'attacco del generale Shi Yousan (石友三), i monaci fuggirono e pazzo di rabbia il generale fece bruciare il tempio e gli archivi inerenti alle arti marziali. Solo i principali edifici vennero risparmiati dal fuoco ma l'incendio si narra che durò ben 40 giorni.
In questa epoca molti Sengbing (Monaci Guerrieri) entrarono negli eserciti di alcuni Signori della Guerra, come il caso di Miaoxing (妙兴, 1891-1927), allievo di Henglin (恒林, 1865-1928), morì combattendo per il signore della guerra Wu Peifu.
Un Sengbing Shaolin, molto famoso fu il generale Xu Shiyou (许世友, 1905-1986) che dopo una vita avventurosa divenne un membro di primo piano dell'establishement Comunista.
Anche gli invasori giapponesi, che conquistarono l'Henan nel 1944 distrussero importanti resti storici del Tempio ed inoltre fecero un grave atto di oltraggio violentando una donna all'entrata del monastero.
Un altro grave danneggiamento del tempio e delle sue arti marziali è avvenuto durante la cosiddetta Rivoluzione Culturale.
Tiziano Terzani ha sottolineato il ruolo persecutorio e distruttivo che ha avuto la Rivoluzione Culturale anche nei confronti del Tempio Shaolin e dei praticanti di Shaolinquan, come delle altre arti marziali, considerate reazionarie:
I monaci Shaolin vennero meno alla loro reputazione di grandi lottatori al tempo della Rivoluzione Culturale. Quando le Guardie Rosse, nel 1966, arrivarono qui per "eliminare le vestigia del passato", nessuno dei duecento monaci che erano sopravvissuti sotto il regime comunista oppose resistenza. Le statue di Budda furono abbattute e fatte a pezzi, i muri vennero impiastricciati di slogan maoisti, la maggior parte dei monaci fu mandata a lavorare nei campi, un gruppo dei più vecchi venne messo sotto chiave in un cortile separato del tempio, e Shaolin fu chiuso. Tutta la letteratura cavalleresca concernente Shaolin finì alle fiamme, e anche la semplice pratica del Kung fu venne attaccata dagli ideologi comunisti del tempo come "immondizia feudale".
Il tempio venne ricostruito nel 1970 dal governo comunista per adibire l'area a parco naturale. Benché lo stile di Shaolin propriamente detto sia andato perduto, agli inizi del ventesimo secolo questo è stato ricostruito sulla base degli stili praticati nei dintorni ed è oggi uno stile estremamente diffuso e famoso. Vennero riabilitati alcuni monaci che insegnarono a giovani praticanti, condotte ricerche, ricostruiti e forse modificati Taolu. Ne sia un esempio lo Xiao Hongquan che in origine era una sequenza lunghissima e venne trasformata in alcune sequenze più corte.
In questi ultimi anni il Governo cinese sta costruendo diverse nuove ale, come quelle ormai vecchie e decadenti sono state completamente distrutte per poi essere fedelmente ricostruite.
"Ottimo per l'individuo, ottimo per la patria", con il sottotitolo “la rinascita delle arti marziali” è il capitolo di un libro di Tiziano Terzani. In esso viene descritta la restaurazione del Tempio Shaolin ed il notevole interesse che questa riapertura ha suscitato, sulla scia del successo del film Il tempio Shaolin con Li Lianjie. Inoltre contiene un'aspra critica nei confronti dei Monaci dell'epoca che vengono visti troppo interessati ai guadagni più che alla dimensione spirituale; anche lo Shaolinquan che insegnano viene giudicato lontano dall'arte marziale “originaria”. Molti condividono questi pareri, anche negli ambienti marziali.
Questo è un piccolo estratto: Dopo la morte di Mao e la caduta della Banda dei Quattro nel 1976, i nuovi dirigenti cinesi si resero conto che il Kung Fu era una vera miniera d'oro e che era assurdo lasciarla sfruttare ad altri i quali, dopotutto, non avevano neppure il tempio Shaolin. Fu così che Pechino decise di investire danaro per la riparazione e la riapertura del tempio, che alcuni monaci vennero ripescati, riabilitati e rimessi a vivere a Shaolin. E fu così che la povera, grigia Deng Feng, la cittadina ai piedi del Song Shan, la montagna sacra che nel frattempo era stata spogliata di tutte le sue celebri foreste, fu messa sulla carta turistica della Cina.
Bisogna aggiungere che lo scritto di Terzani, al di là della giusta denuncia e della corretta cronaca di questi avvenimenti, esso stesso è infarcito per quanto riguarda il passato dello Shaolinquan, di idee riprese dall'alone leggendario del tempio e dalle storie Wuxia più che da una realtà storica ben provata.
Oggi il ruolo economico dello Shaolinquan e del Tempio Shaolin sono fatti realizzati: nei dintorni del tempio sorgono centinaia di scuole, ben avviate; l'ingresso all'area del tempio costa 100 Yuan, cifra molto alta per un normale pellegrino Buddista cinese.

### Il Linguaggio dello Shaolinquan
Il lignaggio dello Shaolinquan o albero genealogico di questo stile non è semplice da ricostruire.
I monaci che attualmente praticano presso il tempio dell'Henan rivendicano una trentina di generazioni.
Un lignaggio appare nel libro Guoshu gailun (国术概论, introduzione all'arte nazionale) del 1937 in una sezione dal titolo “Shaolinquan shi xi biao”(少林拳世系表, tavola della genealogia dello Shaolinquan):
1. Il fondatore: Damo Chanshi (达摩禅师);
2. Huike Chanshi (惠可禅师);
3. durante la dinastia Zhou del Nord: Huiyun Fashi (惠运法师), Hongzun Lushi (洪遵律师);
4. nell'epoca di Taizu Wude della dinastia Tang: Zhicao (志操), Tanzong (昙宗), Huichang (惠玚);
5. a metà del periodo della dinastia Tang: Xuansu (玄素), Qiyun (慈云), Faru (法如), Mingzun (明遵), Zhidong Lushi (智动律师);
6. durante il regno di Jinglong della dinastia Tang: Huichao (惠超) à Dou Weina (都维那);
7. durante l'epoca della dinastia Yuan: Jinnaluo (紧那罗); –
8. Hama (哈麻);
9. Jingtang (净堂), Biandun (匾囤);
10. durante il regno di Jiajing della dinastia Ming: Hongzhuan (洪转), Hongyun (洪蕴), Hongji (洪纪);
11. Zongxiang (宗想), Zongdai (宗岱), Guang'an (广按), Jueyuan (觉远), Qiuyue (秋月), Cheng Chongdou (程沖斗);
12. Chenghui (澄慧);
13. Guan Chanshi (贯禅师), Chengyin (澄隐), Du Zhang Seng (独杖僧);
14. Cai Jiuyi (蔡九仪);
15. Mo Shi (莫氏);
16. Tong Chan shang ren (痛禅上人);
17. Hu Shi (胡氏);
18. Ma Beixiong (马北雄);
19. Lin Shi (麟石);
20. Shuang Ren Seng (双人僧), Qing Hefu (庆和甫).[13]

## Lo Shaolin del Nord e lo Shaolin del Sud
Si può distinguere e parlare di due stili di Shaolinquan: uno del Nord e uno del Sud. Questa distinzione è dovuta nient'altro che alle diverse origini geografiche. Lo Shaolin del Nord è quello originario del Tempio di Shàolín-sì, dell'Henan, invece quello del Sud è originario del Tempio di Nan Shàolín-sì, nel Fujian. Anche se ogni scuola ricorre ai cinque animali base (Dragone, Serpente, Gru, Tigre, Leopardo), ognuna ha a sua volta diversi rami:
- Secondo il maestro Wan Laisheng, nella sua opera Wushu Huizhong (武术汇宗), lo Shaolin del Nord è diviso in tre "famiglie" principali:
  - Hong: privilegia la forza fisica
  - Kong: morbidezza
  - Yue: che combina forza e morbidezza. A sua volta la famiglia Yue è suddivisa in quattro scuole: Dasheng (Grande saggio), Luohan (Arhat), Erlang (un eroe mitico) e Weituo (genio protettore del Buddismo).[14]
- Shaolin del Sud o Siu Lam viene a volte identificato con le cinque scuole maggiori del Guangdong, che in realtà ne sono solo una minima rappresentanza:
  - Hong (Hung)
  - Liu
  - Cai (Choi)
  - Li
  - Mo

Queste scuole sono in stretta relazione con La leggenda dei 5 Antenati e con le società segrete del Guangdong.

### Differenze tra "Nord" e "Sud"
Si ritiene che lo stile del Nord prediliga un maggior uso delle gambe, al 70%, mentre lo stile del Sud fondi la maggior parte delle tecniche sull'uso del pugno e degli arti superiori. Questa tesi, che ben si adatta a molti stili presenti nelle due aree geografiche, in realtà poggia sull'aforisma di Nanquan Beitui: Pugni al sud e gambe al nord.

## “Tutte le arti marziali provengono da Shaolin” ovvero gli stili derivati
Numerose scuole di arti marziali dell'estremo oriente, cinesi, giapponesi o vietnamite, si richiamano al Monastero Shaolin. Il testo più antico a fare riferimento al tempio Shaolin come origine di tutte le arti marziali è il Quanjing quanfa beiyao del 1784. In Cina l'insieme delle arti marziali “esterne” (Waijia) si confonde con la “Scuola Shaolin” (Shaolinpai) a cui numerosi autori del periodo repubblicano, come per esempio Xu Yusheng (1879-1945) e Wu Zhiqing (1887-???) hanno ricondotto la quasi totalità degli stili di pugilato Cinesi. Certi autori occidentali recenti, mescolando differenti fonti e tradizioni, fanno ugualmente di Shaolin il centro unico di diffusione di queste discipline e del mito della distruzione del Monastero da parte dei Qing, la causa principale della loro diffusione.
Nei fatti, questa ipotetica distruzione, riguarda il monastero Shaolin del Fujian (Tempio Shaolin Shoreiji) e per di più è risaputo che la maggior parte delle scuole di Wushu non hanno alcun legame storico con il Tempio dell'Henan (Tempio Shaolin Shorinji).
Già nella classificazione delle arti marziali cinesi elaborata all'interno della Jingwu Tiyu Hui, nonostante si descriva la divisione nelle categorie Shaolin e Wudang (Stili Esterni ed Interni), lo Shaolinquan del Tempio Shaolin Shorinji vi figura tra trentasette altri stili localizzati nella Cina del Nord.
Da un punto di vista tecnico, lo Shaolinquan si distingue assai nettamente dalla maggior parte dei pugilati, sia del Nord che del Sud. In effetti non esiste alcun legame di paternità e poche somiglianze tra esso e, per esempio, il Baguazhang, il Bājíquán, il Chaquan, o il Chuojiao.
Conviene quindi stabilire una distinzione netta tra una scuola specifica, lo Shaolinquan dell'Henan, ed uno Shaolinquan generico, puramente simbolico, a cui si richiamano una pletora di stili. In realtà non esiste un'origine unica ed univoca per le arti marziali cinesi ma per la maggior parte se ne può riconoscere una provenienza rurale legata alla zona di nascita.
Vi sono zone che giocano un ruolo più importante di Shaolin nella nascita di Scuole di Pugilato, per esempio l'area di Cangzhou in Hebei.
La nomea proverbiale nel pugilato del Tempio Shaolin è spiegabile in parte per le saghe che vedono protagonisti i suoi monaci guerrieri, in parte per il ruolo di primo piano giocato da monaci buddisti nella diffusione di numerosi stili quali Mizongquan, Tantui di Linqing, Fanziquan, Sanhuang Paochui, Dabeiquan, Baimeiquan, Fojiaquan, ecc.
Inoltre numerosi maestri si sono sparsi per l'intero oriente, dando origine a stili affini o completamente diversi. Altri invece si sono originati per influenze indirette o grazie a Maestri stranieri venuti in Cina per studiare il Buddismo o per commerciare, poi ritornati nei loro paesi natali.
Lo Shaolin stesso cambia nome e caratteristiche in vari paesi: diventa Shorin ad Okinawa, Sao Lil in Malaysia e Thien Lam in Vietnam.

### Kwonpup Subak
Nel 1597, secondo leggenda, i monaci Niu Zheng e Hei Hu Lui vanno in Corea a Pusan, dove mettono a punto il Kwonpup Subak, progenitore del moderno Hapkido e Tae Kwon Do.

### Jujutsu
Il Jujutsu è considerato uno stile derivato dallo Shaolinquan perché la sua fondazione è attribuita ad un certo Chen Yuanyun (陈元赟, in una strana pronuncia reso Chin Gen Pin e Chan Wo Ting) che aveva studiato al Tempio Shaolin del Songshan. Chen sarebbe nato nel 1578 ad Hangzhou, nel sud della Cina. Dopo essersi trasferito in Giappone, egli chiamò la sua scuola, in cui insegnava l'essenza di ciò appreso nel tempio, Riben Zhonggu Roushu zhi Zu 日本中古柔术之祖 (Antenata dell'arte della flessibilità del medio evo Giapponese). Roushu 柔术sta per Ju-jutsu.

#### Aikidō e Judo

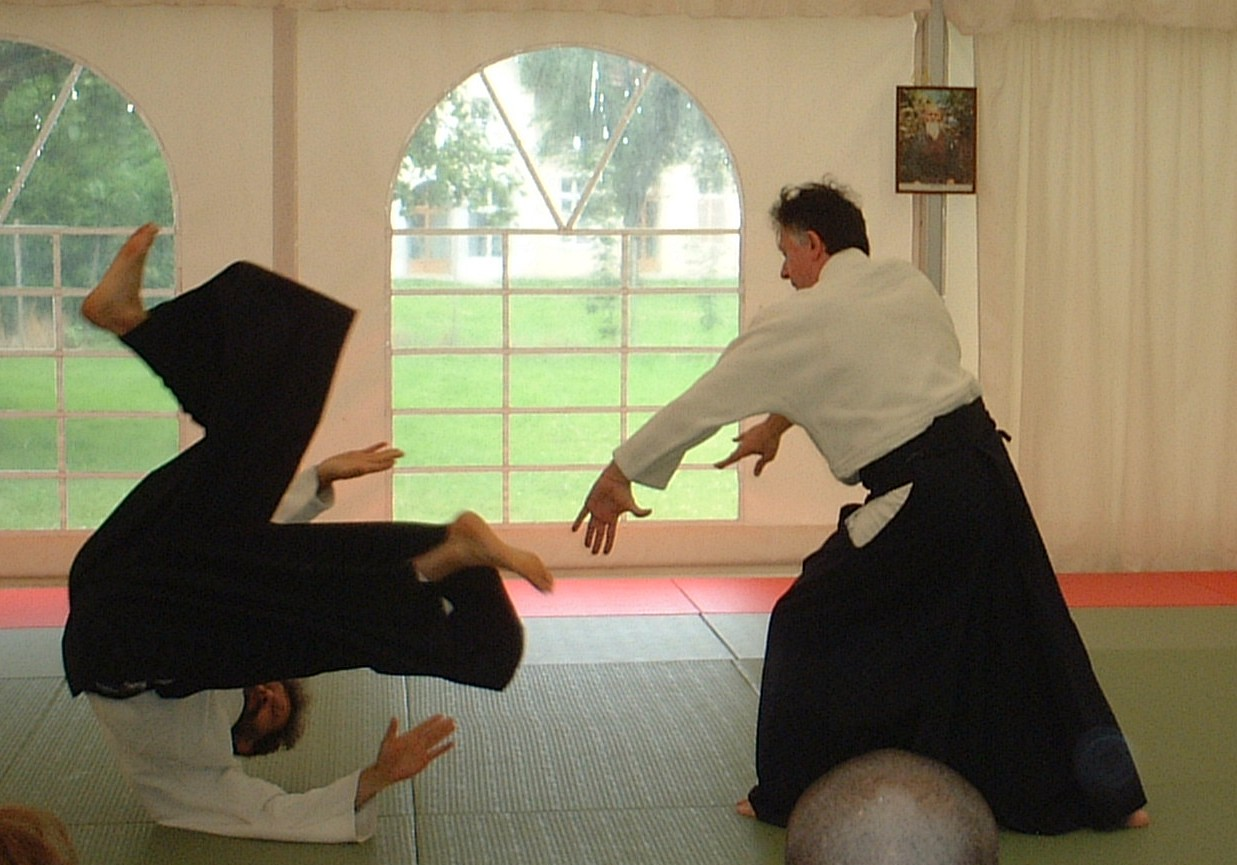
Due praticanti di Aikidō

Poiché l'Aikidō e - soprattutto - il Judo provengono dallo stile di Jujutsu creato da Chen Yuanyun, anch'essi sono considerati indirettamente stili derivati dallo Shaolinquan.

### Karate di Okinawa
Sempre in epoca Ming grazie a militari cinesi, le popolazioni dell'isola di Okinawa, nell'arcipelago delle Ryu Kyu, conobbero le arti marziali cinesi dando luogo ad uno stile conosciuto come Ryu Kyu Kempo ovvero "Kung Fu di Okinawa". Poi divenne Okinawa Te ma come forma di rispetto alla dinastia sotto la quale ci fu lo splendore delle Arti Marziali cinesi, si adottò l'uso dell'ideogramma Kara ovvero T'ang, termine usato spesso anche per indicare la Cina. In seguito divenne Karate Do, i cui ideogrammi volevano dire "la via della mano cinese". Per finire in epoca moderna l'antico ideogramma è stato cambiato con uno che significa "vuoto", ma si pronuncia sempre kara, da qui Karate ovvero Mano Vuota.

### Shorinji Kempo
Lo Shorinji Kempo (Shaolinsi quanfa in Cinese), nasce ufficialmente nel 1947 come stile codificato in Giappone, nella città di Tadotsu, dal Maestro So Doshin, il quale era stato per lungo tempo durante la Seconda guerra mondiale in Cina a studiare le arti marziali. Studiò diversi stili, ma soprattutto praticò lo Shaolin, proprio nel monastero dell'Henan. Tornato in Giappone a fine della guerra, decide di abbracciare la pratica dello Shaolin e la Filosofia di Bodhidharma, pensando che solo rigore, disciplina e religione potessero rimettere in piedi un Giappone ormai in ginocchio. Fonda così questo stile, il quale ricevette anche riconoscimenti religiosi dalle massime autorità buddiste del paese, chiamandolo appunto Shorinji Kempo, letteralmente "Via del pugno della Piccola Foresta", in chiaro riferimento allo Shaolinquan. Oggi lo Shorinji Kempo è largamente diffuso in tutto il mondo.

## Lo Shaolin oggi
Nella nostra epoca ebbero un ruolo importante nella trasmissione dello Shaolinquan nel corso di questo secolo alcuni Monaci guerrieri: Zhenxu (1893-1955), Shi Degen 释德根 (1914-1963), Yongxiang (nato nel 1920), Suyun (nato nel 1923), e Suxi (nato nel 1925).
Lo Shaolin Quanpu salvato dall'incendio del 1928 dal monaco Yongxiang (1913-1987) descrive più di quattrocento Taolu che si sono aggiunti al corpo dello Shaolinquan nel corso dei secoli. Esso sarebbe, secondo la tradizione, stato redatto da 18 esperti di arti marziali in una riunione del decimo secolo.
Il Monaco Deqian ha rubricato 120 taolu di Shaolinquan, tra essi:
Da Hongquan e Xiao Hongquan, che sono le più diffuse nei dintorni del Tempio e costituiscono il fondamento dello Shaolinquan; Tongbeiquan; Meihuaquan; Paochui; Qixingquan; Changquan; Luohanquan; Liuhequan; Xinyiquan. Quest'ultimo è considerato la quintessenza dello Shaolinquan, comporta 12 movimenti principali (Shier ba) ed è indirizzato ai migliori praticanti del monastero.
Vengono praticate un numero altissimo di armi ed i loro relativi Duilian.
Una componente molto importante dell'allenamento dei Monaci è costituito dai wushier yi (le 72 abilità).

### Il primo occidentale monaco Shaolin
Il venerabile Shi Yan Fan (Franco Testini) è il primo occidentale nella storia a diventare Monaco della 34ª generazione di eroi Guerrieri Shaolin. Oggi il maestro è il monaco abate del tempio Shaolin di Los Angeles in California.

### Caratteristiche dello Shaolin tradizionale

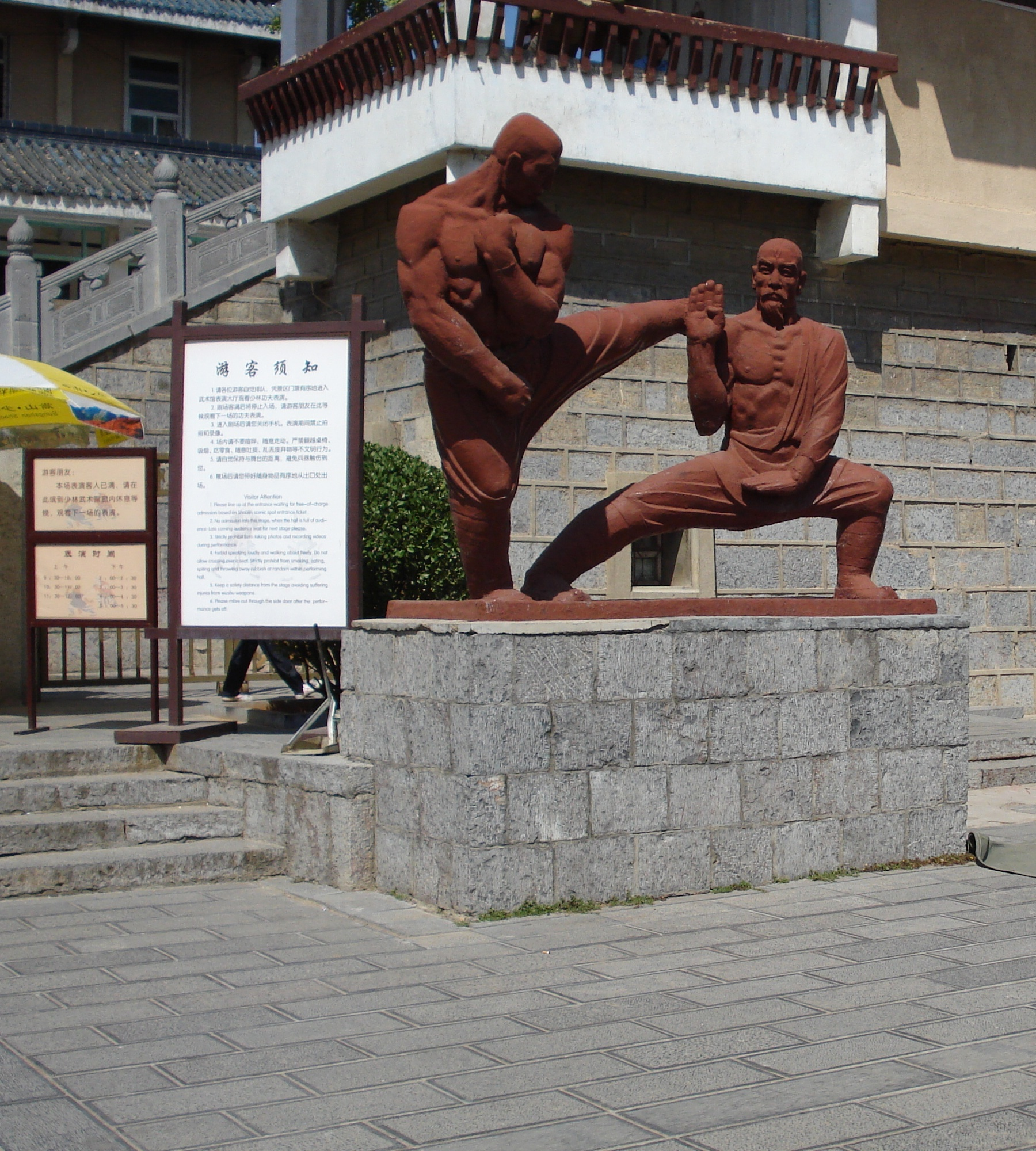
Una di alcune statue presenti nel complesso di Shaolinsi. La statua a destra è in una tipica posizione dello Shaolinquan, il Pu Bu o "Passo Scivolato", mentre la statua a sinistra compie un calcio circolare con una tipica posizione di guardia delle braccia: un pugno protegge il mento e l'altro i genitali.

Lo Shaolinquan è uno stile esterno delle arti marziali della Cina del Nord. Il principio fondamentale dello Shaolin è quello di riuscire a passare il più rapidamente possibile da una tecnica eseguita con la massima potenza ad un'altra egualmente potente. Si deve costantemente poter passare dall attacco alla difesa. Per eseguire questo principio è necessario che fra una tecnica e la successiva si passi in uno stadio di morbidezza o cedevolezza che sta ad indicare un particolare atteggiamento fisico e mentale in cui i muscoli sono rilassati, ma reattivi, i riflessi sono pronti e la mente è sgombra e pronta a reagire nel modo più adeguato alla situazione. Il risultato è uno stile estremamente dirompente ma anche molto fluido, cioè rapido e continuo, in cui le tecniche non vengono interrotte, ma si susseguono in maniera spontanea, come se ogni tecnica si risolvesse necessariamente nella successiva.
Lo Shaolinquan comprende svariate tecniche di attacco: pugni, colpi a mano aperta e di gomito; calci a terra e calci volanti.
"Pugni al sud, gambe al nord"
Questo detto cinese sta ad indicare l'uso prediletto delle tecniche di gamba nello Shaolin del Nord, dell'Henan, rispetto agli stili del Sud, i quali prediligono più l'uso delle braccia.
Le tecniche di parata sono fondamentali, in quanto vengono considerate come veri e propri colpi: nello Shaolin quando si para si colpisce per ferire. Tutte le tecniche di parata difendono il rettangolo spaziale e devono avvenire ad una distanza precisa dal corpo, entro la quale il colpo ormai è ricevuto. Le gambe si difendono da sole, le braccia difendono solo i genitali, torace e volto. Ogni parata è sempre preceduta da un tentativo di portarsi al di fuori del raggio d'azione della tecnica avversaria.
Numerose sono anche le tecniche di caduta, onde avere il minor danno possibile quando si cade o si viene proiettati. Basti pensare che tutte queste tecniche hanno dato origine ad uno stile a parte, il Ditangquan (Ti T'ang Chuan) e sono rappresentate nell'omonimo Tao Lu.
Infine uno degli aspetti più importanti dello Shaolin è lo studio delle tecniche di presa, leva, immobilizzazione e strangolamento. Queste tecniche sono confluite in un moderno stile prerogativa dei corpi di polizia, cioè il Qinna. Sono le più importanti nell'aspetto della difesa personale, in quanto permettono di difendersi o mettere fuori uso l'avversario senza provocare particolari danni, salvaguardandone la vita.

### Caratteri rappresentativi dello Shaolin tradizionale
Salutoil saluto si realizza in posizione eretta, mani a palmo lungo i fianchi e sguardo in avanti. Poi le mani vengono portate congiunte davanti al torace mentre si flette il busto in avanti. Durante la flessione in avanti si pronuncia la formula "Namo Mituo Fo" (南无弥陀佛), termine buddista che significa mi do totalmente al Buddha Amitabha.
Colpi frustatiogni colpo (pugno, palmo) dopo aver colpito torna immediatamente indietro, pronto a difendersi o a colpire di nuovo. Il braccio dopo aver colpito ed essersi parzialmente esteso, ritorna subito in posizione semiflessa.
Braccia ne curve ne drittequesta caratteristica è osservabile in tutti i Tao Lu e tecniche dello Shaolinquan. Un braccio troppo dritto è soggetto a prese e tecniche di rottura, espone le vene e impiega più tempo per tornare alla difesa. Inoltre non può attaccare con rapidità ed esprimere la massima forza. In ogni posizione dello Shaolin le braccia sono quasi sempre leggermente flesse di pochi gradi a livello del gomito.
"Muoversi dove si accovaccia un bue"è un detto cinese. Ma sta ad indicare che ogni tecnica deve poter essere eseguita in spazi molto piccoli in quanto questo permetterebbe al praticante di sfuggire e muoversi abilmente, anche se accerchiato. Ne consegue inoltre che le posizioni non saranno mai eccessivamente aperte, sia a livello di braccia che a livello di gambe.
Niente eccessilo stile utilizza posizioni basse, alte, di riposo e di equilibrio ma non sfociano mai nell'eccesso. Quindi non ci sono mai posizioni troppo basse o lunghe, anche se magari belle a vedersi. Lo Shaolin sotto questo aspetto predilige sempre l'aspetto marziale e non quello artistico o coreografico.
Posizione di chiusuralo Shaolinquan si caratterizza nel concludere generalmente i Tao Lu con una posizione di chiusura tipica di questo stile. La posizione base è quella del Ma Bu o Posizione del Cavaliere, ma la testa è rivolta a sinistra, il braccio sinistro poggia il pugno rivolto verso il basso sul terzo distale della coscia e il braccio destro protegge il cranio portando il pugno sopra la tempia destra, con il gomito rivolto verso l'alto. Generalmente questa posizione di chiusura viene accompagnata dal caratteristico Fajin, mantenuta pochi secondi per poi concludere il Tao Lu con il saluto.
Svariati Tao Lulo Shaolinquan conta intorno alle 370 forme. A causa di lunghi periodi di vita e di formazione, durante la quale molti maestri hanno contribuito personalmente ai contenuti dello stile, lo Stile Shaolin KungFu ha un grande numero di forme.

### Aspetti tecnici dello Shaolin tradizionale
Pugni in linea rettala retta è la strada più veloce tra 2 punti, così facendo guadagna in velocità. Quando possibile lo Shaolinquan colpisce in linea retta.
Colpire oltre il bersaglioil praticante di Shaolinquan colpisce il bersaglio con l'idea di trapassarlo, finire oltre, non fermarsi sulla sua superficie. I colpi sono molto lesivi e potenti.
Rotazione delle bracciai colpi prima di giungere a segno nascono da un movimento rotatorio del braccio sul suo stesso asse. Anche il pugno prima di colpire il bersaglio ha una rotazione assiale sul polso, per dare potenza e precisione.
Rotazione dei piediogni colpo di mano acquisisce forza dai piedi, dalla loro rotazione. La forza di ogni colpo nasce dal piede, si sviluppa poi lungo anca, bacino, torace, spalla, gomito, polso per infine giungere alla mano.
"Piedi affondati nel terreno"la forza viene dai piedi e questi devono essere ben saldi al terreno, con l'idea che questi siano seppelliti sotto terra, quindi saldi come le radici di un albero.
"Pensa che i tuoi piedi siano 20cm sotto terra" si usa dire.
Alcuni di questi aspetti sono caratteristici di molti altri stili e fanno parte delle basi "scientifiche" stesse del combattimento. Concetti come il colpire in linea retta, oltre il bersaglio, rotazione di pugni e braccia sono pure le basi fondamentali di arti come la Boxe, insomma non sono prerogative dello Shaolinquan. Ma rispetto ad altri stili orientali, si dà maggiore importanza a questi aspetti tecnici anche perché sono parte integrante di ogni tecnica e Tao Lu studiato.

### Principali armi usate
- Bastone Lungo (gun), Medio, Corto
- Sciabola (dao (arma)), Doppia Sciabola (shuangdao)
- Spada (jian)
- Lancia (qiang)
- Alabarda (pudao o guandao)
- bastone a 2 sezioni (Shuang Chieh Kun)
- Bastone a 3 Sezioni (sanjiegun)
- bastone delle sentinelle (Shao Kun)
- bastone corto con manico trasversale utilizzato come impugnatura (Kuai)
- Catena (jiujiebian)
- asta di ferro appuntita (T'ieh Ch'ih)
- corda con una punta metallica ad una estremità (Sheng Piao)
- mazza (Ch'ui)
- pugnale (Pi Shou)

### Il Bastone Shaolin
Jinnaluo Wang si trovò al centro di un'importante leggenda. Secondo lo Shaolin gunfa zanzong scritto da Cheng Chongdou nel 1616 la tecnica di Shaolingun sarebbe apparsa nel corso del quattordicesimo secolo, nel corso della rivolta dei Turbanti Rossi che mise fine alla dinastia Yuan. Per Cheng, il tempio stava per essere attaccato dagli insorti, quando l'apparizione di un monaco armato di un attizzatoio di ferro e posseduto dalla divinità Jinnaluo Wang li fece disperdere. In questa leggenda qualcuno ha voluto vedere la possibilità che questa arte dell'utilizzo del bastone abbia una provenienza Tibetana.
Questa leggenda lungi dall'avere alcun fondamento storico, per Stanley Henning potrebbe essere un elegante stratagemma per sviare l'attenzione da una clamorosa sconfitta subita dai Monaci Shaolin, sul Wutaishan e per creare un alone mitico che proteggesse il tempio da attacchi
Nella trasmissione dell'arte del bastone a Shaolin probabilmente molto si deve a Yu Dayou e di ciò si trova traccia in storie successive, in particolare il Shou Bi Lu che descrive l'arte della lancia (qiang) del monaco Hong Zuan con grosse convergenze con le stesse abilità marziali descritte da Yu.
Cheng Zongyou (程宗猷) apprese il Metodo del Bastone Shaolin da un allievo di Hong Zuan, tale Guang An e cita le forme Da e Xiao Yechagun (大小夜叉棍), Yishougun (阴手棍), Paigun (拍棍), Chuansuo gun (串唆棍), ecc.

### Detti popolari
Questo stile, come altri del resto, porta con sé un ricco bagaglio di detti popolari nati nei secoli, i quali aiutano capire l'importanza che questo stile ha avuto per la Cina, per i cinesi e per il mondo delle arti marziali.
- "Il pugilato Shaolin è famoso in tutto l'Impero"(Shaolin yi quanyong ming tianxia): tratto dall'Epitafio di Wang Zhengnan
- "Tutte le Arti Marziali sono nate a Shaolin"
- "Muoversi dove si accovaccia un bue" (Quan lian woniu zhi di 拳练卧牛之地)
- Colpire con i pugni in una linea regolare (Quanda yi tiao xian 拳打一条线)[25]
- "Pugni al sud, gambe al nord" (Nanquan Beitui)
- "Impara cento Taolu e avrai padronanza di una tecnica"

### "Cinture" nello Shaolin moderno
La presenza della cintura specie nello Shaolin è un elemento introdotto solo per coesione al mondo occidentale. Infatti in origine il praticante di Shaolin al Tempio praticava per anni sempre gli stessi fondamentali, rimanendo in pratica al livello di "cintura bianca". Poi dopo in media 5 anni, veniva dato loro la prima divisa (Tai fu) di colore Grigio, direttamente con la "fascia nera" per poi cominciare nello studio e nella pratica delle forme. Infatti lo Shaolin attua un sistema di graduazione a Tai fu di vari colori:
- Grigio: principiante.
- Marrone: avanzato.
- Arancione: Maestro.

Oggi in Italia si è soliti accogliere ogni nuovo praticante come "principiante", il quale non ha alcuna fascia ma viene convenzionalmente definito come "cintura bianca". Poi al conseguimento del primo esame può indossare il Tai fu Grigio e la "fascia Gialla". Per ogni Tai fu ci sono varie cinture, con la seguente divisione:
- Tai fu Grigio:
  - Cintura Gialla
  - Cintura Rossa
  - Cintura Nera
- Tai fu Marrone:
  - Cintura Gialla
  - Cintura Rossa
  - Cintura Nera
- Tai fu Arancione
  - Cintura Gialla
  - Cintura Rossa
  - Cintura Nera